# Аглай
Аглай (азерб. Ağlay daşı) — натуральный облицовочный камень известняковый породы. Камень природного происхождения, добывается на горных карьерах Апшеронского полуострова Азербайджана. Идеально подходит как для облицовки внешних фасадов зданий, цоколя, портала, полов, лестниц, так и для внутренней отделки помещений и отделки каминов. В процессе переработки каменных блоков из аглая производят плиты различных размеров, балясины, карнизы, плинтуса, ступени, профили. Широко применялся при строительстве в городе Баку в конце XIX — начале XX веков для отделки фасадов большинства зданий, до сих пор являющихся прекрасными образцами азербайджанского зодчества.
Аглай является наиболее распространенным архитектурно-строительным отделочным материалом в Азербайджане и в настоящее время. Включение в композиционное решение фасада здания материала, взятого из окружающей природы, органически связывает с ней сооружение. Мягкий известняк теплых тонов, хорошо поддающийся обработке, позволяет мастерам воспроизводить различные элементы и формы, составляющие проектную конституцию архитектурной композиции и придающие зданиям, облицованным аглаем, монументальность. Наиболее известным по качеству материала считается аглай с Гюльбахского карьера и месторождения Шахгая в Карадагском районе Азербайджана. Цветовая гамма варьируется от светло-бежевого до темно-серого и светло-розового.
В целом, касаясь архитектуры Баку периода капитализма, следует отметить тот факт, что за относительно короткий исторический срок Баку переживает один из самых бурных периодов своего развития. Благодаря труду и таланту зодчих и строителей, создавших его, Баку обретает оригинальный и неповторимый облик, заслуженно снискавший ему славу "Парижа Востока".
За последние 10 лет архитектурное богатство Баку пополнилось новыми оригинальными постройками. Эти строения отвечают современным тенденциям, но вместе с тем не лишены присущего архитектуре Баку внешнего лоска.
По физико-механическим характеристикам подходит к применению в России и соответствует ГОСТу 9479-84.